# روبرتو فونسيكا
روبرتو فونسيكا (بالبرتغالية: Roberto Fonseca‏) هو مدرب كرة قدم ولاعب كرة قدم برازيلي، ولد في 3 يونيو 1962 في Mandaguari ‏ في البرازيل. لعب مع نادي باهيا.